# Аклан
Аклан (таг. Aklan) — провинция Филиппин, в регионе Западные Висайи. Административный центр — город Калибо. В административном отношении делится на 17 муниципалитетов.

## География
Площадь провинции составляет 1817,9 км². Расположена в северо-западной части острова Панай, граничит с провинциями Антике (на юго-западе) и Капис (на юго-востоке). На севере омывается межостровным морем Сибуян. Включает в себя также небольшой остров Боракай.

## Население
Население по данным переписи 2010 года составляет 535 725 человека. Представлено различными субэтносами висайя, также здесь проживает негритосский народ ати. Основные языки: акеанонский, малайнонский и буруанганонский, распространены также другие региональные языки.

## Административное деление
В административном отношении подразделяется на 17 муниципалитетов:
| - Альтавас - Балете - Банга - Батан - Буруанга - Ибахай | - Калибо - Лесо - Либакао - Мадалаг - Макато - Малай | - Малинао - Набас - Нью-Вашингтон - Нумансия - Тангалан |

## Галерея

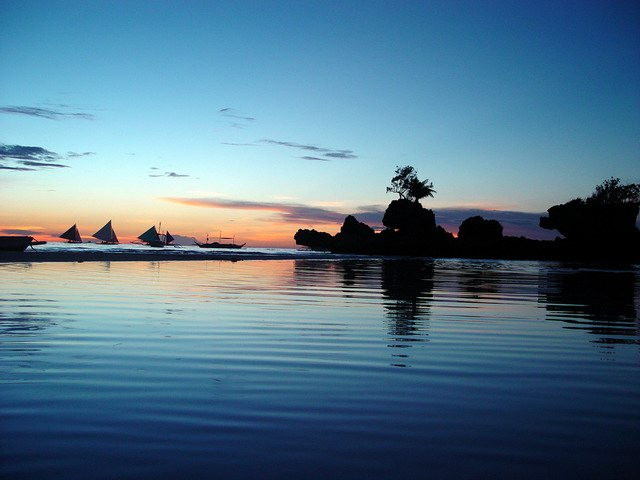
Остров Боракай